# Sông băng Zlokuchene

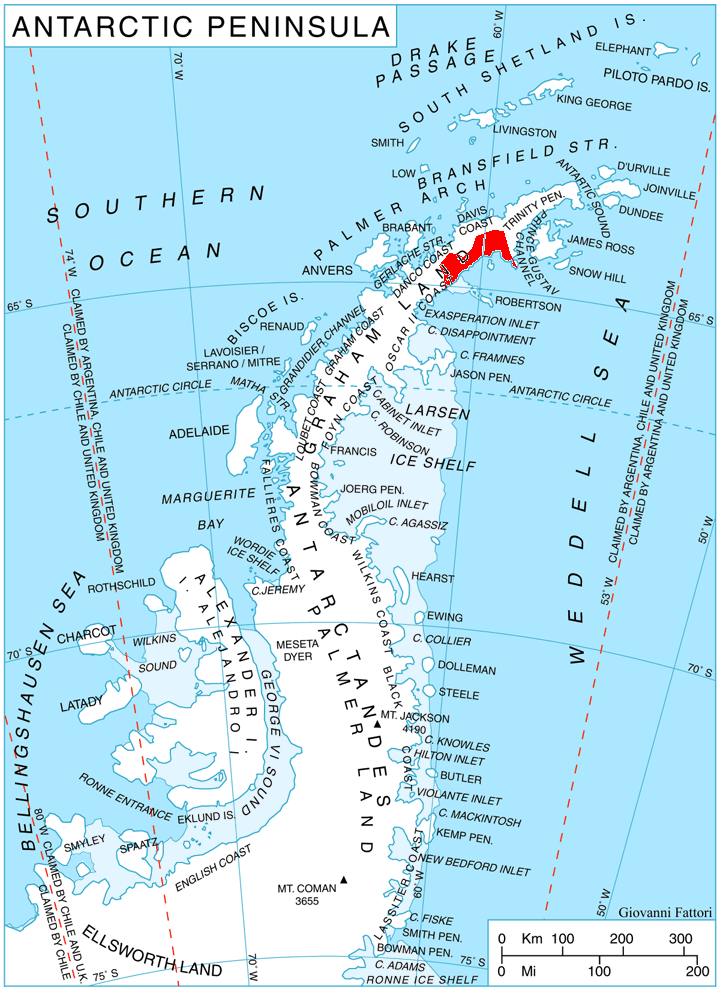
Vị trí Bờ biển Nordenskjöld.

Sông băng Zlokuchene (tiếng Bulgaria: ледник Злокучене, đã Latinh hoá: lednik Zlokuchene, IPA: [ˈlɛdniɡ zɫoˈkut͡ʃɛnɛ]) là một sông băng rộng 3.5 km dài 13 km trên Bờ biển Nordenskjöld ở Graham Land, Nam Cực, nằm ở phía bắc của sông băng Risimina, phía đông của sông băng Rogosh và phía nam của dòng thấp sông băng Drygalski.

## Vị trí
Trung tâm sông băng Zlokuchene nằm ở 64°51′15″N 60°59′40″T / 64,85417°N 60,99444°T.